# Матвеевское (деревня, Кесовогорский район)
Матвеевское — деревня в Кесовогорском районе Тверской области. Входит в состав Никольского сельского поселения. До 2006 года была центром Матвеевского сельского округа.
Находится в 13 км к востоку от посёлка Кесова Гора.

## История
По данным 1859 года владельческая деревня Матвеевская, имеет 28 дворов и 280 жителей. Во второй половине XIX — начале XX века деревня относилась к Троицкому приходу Брылинской волости Кашинского уезда Тверской губернии. В 1889 году — 51 двор, 266 жителей, винная лавка; промыслы: валяльщики теплой обуви, отхожие в Санкт-Петербург (чернорабочие на заводах, трактирщики). В 1926 году Матвеевское — центр одноимённого сельсовета Кесовской волости Кашинского уезда. С 1929 года в составе Кесовогорского района, с 1935 года — в Калининской области.
В 1997 году — 43 хозяйства, 119 жителей. Администрация сельского округа, правление колхоза «Большевик», неполная средняя школа, детсад, библиотека, медпункт, магазин.
До 2011 года в деревне работала Матвеевская основная общеобразовательная школа.

## Население
| 1859 | 1889 | 1997 | 2002 | 2010 |
| ---- | ---- | ---- | ---- | ---- |
| 280  | ↘271 | ↘119 | ↘95  | ↘61  |